# Teratomaia richardsoni
Teratomaia richardsoni är en kräftdjursart som först beskrevs av Dell 1960.  Teratomaia richardsoni ingår i släktet Teratomaia och familjen maskeringskrabbor. Inga underarter finns listade i Catalogue of Life.